# Guy de Valence (évêque de Tripoli)
Ne doit pas être confondu avec Guy de Valence, officier, administrateur colonial et diplomate français.
Guy de Valence, est évêque de Tripoli de 1183 jusqu'à sa mort en 1184. Personnage méconnu, son nom n'est connu que par le prologue de la traduction latine du Secretum secretorum du Pseudo-Aristotle (en) par Philippe de Tripoli,, dans lequel il dédie l'ouvrage « à son excellent seigneur Guido, originaire de Valence, glorieux pontife de la ville de Tripoli, très zélé dans la culture de la religion chrétienne ».

## Biographie
Guy est originaire de Valence. Il est peut-être apparenté à Jean de Valence, chanoine de Tripoli et élu prieur de la cathédrale en 1244. Dans son prologue, Philippe de Tripoli loue l'érudition de Guy : « La clarté de votre génie et la profondeur de vos connaissances en lettres dépassent celles de tous vos contemporains de ce côté-ci de la mer (c'est-à-dire d'Outremer), qu'ils soient latins ou indigènes... Vous êtes le plus savant dans les arts libéraux, le plus expert en choses juridiques et ecclésiastiques, le plus savant en choses morales et divines ». Cette flatterie suggère fortement que Guy était un homme très instruit, et le lieu le plus probable de ses études était le studium spécialisé en droit romain au sein de l'abbaye Saint-Ruf de Valence.
Guy est probablement venu en Orient lors de la cinquième croisade avec son frère Berlon, mais d'autres identifications ont été proposées. Il pourrait s'agir de Maître Guy, archidiacre de Césarée en 1207, ou de Maître Guy, notaire et vice-chancelier par intérim de la chancellerie papale de 1222 à 1226. Si tel est le cas, il a peut-être rencontré Philippe de Tripoli, lui-même ancien fonctionnaire de la chancellerie, à Rome. Il est possible qu'il soit venu en Terre sainte avec Gérold de Lausanne, évêque de Valence nommé patriarche latin de Jérusalem en 1225.
La traduction de Philippe de Tripoli est réalisée au plus tard dans les années 1240, ce qui fournit une date avant laquelle a lieu le pontificat de Guy. La liste reconstituée des évêques de Tripoli de la première moitié du XIIIe siècle siècle présente de nombreuses lacunes. Le pontificat de Guy suit probablement celui de l'évêque Robert, attesté entre mars et juillet 1228, puisque Philippe ne devint chanoine de Tripoli qu'en 1227. L'évêque suivant nommé est Albert, installé en 1243 après une période de vacance. Ainsi, Guy devint probablement évêque fin 1228 ou 1229, et sa mort pourrait avoir eu lieu dès 1232, ou peut-être fin 1236 ou début 1237. En mai 1237, le pape Grégoire IX fait référence à un évêque de Tripoli décédé avec l'initiale G., qui pourrait être Guy de Valence, récemment décédé.
Selon le récit de Philippe de Tripoli, lui et Guy découvrent un manuscrit arabe du Secretum lors d'une visite à Antioche et Guy l'exhorte à le traduire. Cela a probablement lieu vers 1230 mais il n'est pas connu qui a lancé la recherche du manuscrit ou s'il s'agissait de leur objectif à Antioche.